# Chiesa di Santa Maria del Poggio
La chiesa di Santa Maria del Poggio è un edificio religioso di Rivello, in provincia di Potenza, Basilicata.

## Storia
La chiesa di Santa Maria del Poggio, scenograficamente innalzata come una fortezza, sulla sommità del colle "Poggio" con la parte absidale a strapiombo su una rupe, si trova a Rivello nell'area sud della Basilicata.
La costruzione originaria si trova ai piani sottostanti (Cappella di S. Giovanni) risalente all'alto medioevo, fu poi ampliata e sopraelevata nel corso del XVIII secolo, poi rimaneggiata all'interno in forme barocche. Conserva un fonte battesimale del XVI secolo e un polittico del XVII secolo. È attualmente chiusa per restauro in seguito ai notevoli danni inferti dal sisma del 9 settembre 1998.